# Cpio
cpio es el nombre de una utilidad binaria tanto como del formato asociado a ésta, .cpio. Este tipo de archivo fue inicialmente creado para el almacenamiento de copias de seguridad en cintas magnéticas de una forma contigua, y tiene un funcionamiento muy parecido al formato tar. 
Más específicamente, un archivo CPIO consiste en una serie de ficheros y directorios tanto como los encabezados utilizados por GNU CPIO para extraer el archivo, así como encabezados extra como el nombre, fecha de creación, permisos y propietario de cada fichero y directorio. 
Es de notar que aunque la extensión.cpio se asocia comúnmente con este tipo de fichero de archivado, no es necesario que tenga esa extensión, pues Unix no requiere una extensión para manejar un fichero, siendo solo una ayuda para la identificación rápida de este por parte del usuario.
La utilidad fue estandarizada por POSIX.1-1998, pero fue luego dejada de lado en las siguientes revisiones del estándar debido al límite de 8GB en el tamaño de los archivos. En vez de cpio se puede usar el estándar PaX de POSIX para leer y escribir archivos de este formato.

## Implementaciones
La mayoría de las distribuciones Linux proveen la versión GNU de cpio.
FreeBSD y MacOS utilizan la versión bsdcpio con licencia BSD que se proporciona con libarchive.